# Adélaïde Blasquez
Adélaïde Blasquez (née Emma Adela Martín Fischer le 25 juillet 1931 à Larache au Maroc) est une écrivaine francophone d'origine espagnole, connue pour son livre Gaston Lucas, serrurier. Chronique d'un anti-héros et ses livres sur l'exil.

## Biographie
Adélaïde Blasquez est la fille de José Martín Blázquez, militaire républicain espagnol, en 1931 affecté au Maroc, et de Emma Fischer, allemande d'ascendance juive. Née au Maroc espagnol, elle passe sa petite enfance à Madrid. En 1936, sa mère cherche avec elle et ses deux frères l'abri en Allemagne, mais la famille doit fuir pour le Nazisme en Belgique. En 1944, à la libération de la France, elles déménagent à Paris.
Après son baccalauréat, Adélaïde travaille comme ouvrière puis traductrice, avant de devenir comédienne, journaliste et productrice d'émissions de radio. De 1949 à 2002, elle travaille sous Ramón Chao au service Amérique latine de Radio France internationale. Elle travaille sous Anne Sarraute à La Quinzaine littéraire comme assistante, responsable du courrier littéraire. Comme comédienne, elle a joué des petits rôles, parmi lesquelles en 1967 la bonne de Catherine Deneuve dans Belle de Jour.
Elle publie en 1976 Gaston Lucas, serrurier. Chronique d'un anti-héros, paru dans la collection « Terre Humaine », collection de textes en anthropologie et ethnologie des éditions Plon, créée en février 1954 par Jean Malaurie. Le livre et son processus de création a été l'objet d'une longue étude philologique de Philippe Lejeune.
Elle est connue également par ses nouvelles d'inspiration autobiographique sur les exilés espagnols Les ténèbres du dehors (1981) et Le bel exil (1999).
Elle publie aussi deux livres au sujet de la psychiatrie : La ruche (1990) et Le prince vert (1994).

## Œuvre
- 1962 : Mais que l'amour d'un grand dieu....
- 1968 : G. G. Márquez et “ Cent ans de solitude ” (article) La Quinzaine Littéraire , Paris , 16 / 30 novembre 1968 p. 8 - 9.
- 1976 : Gaston Lucas, serrurier[6].
- 1981 : Les ténèbres du dehors. (Traduit en espagnol : La tinieblas exteriores, 1994)[7].
- 1983 : Le jeu de tarots (jeunesse)
- 1988 : Le noir animal (roman).
- 1989 : Grisélidis cherche un mari (jeunesse).
- 1990 : La ruche (témoignage).
- 1994 : Le prince vert (roman).
- 1999 : Le bel exil[4],[8],[9].